# Hattedame
Hattedame var oprindeligt en ironisk ment betegnelse for kvinder, der deltog i velgørenhedsarbejde over for fattige og udstødte. Omkring år 1900 vågnede en social bevidsthed blandt kvinder i den voksende middelklasse. Deres nok så velmente engagement i praktisk socialt arbejde kunne tage sig komisk ud, når de under dets fysisk udfordrende udførelse beholdt deres omfangsrige og fantasifulde hovedbeklædning på som markering af deres erhvervede klassetilhørsforhold. Men først og fremmest var hattedame et nedsættende udtryk for kvinder der engagerede sig i politisk og socialt arbejde for kvinder og børn der levede under ringe kår
I moderne socialpolitisk debat anvendes begrebet som en kritisk betegnelse for mennesker, der agiterer for privat velgørenhed på bekostning af offentligt finansieret fordelingspolitik. Udtrykket har lejlighedsvist også været brugt om feminister og politikere, der vil forbyde prostitution ud fra den tanke, at prostituerede er ofre. Denne brug af ordet trækker ikke nødvendigvis på den i artiklen tidligere nævnte retorik, men har dog åbenlyse ligheder.  